# زبان دست‌کاری داده‌ها
زبان دستکاری داده‌ها :
Dml یک گروه از زبان کامپیوتر هست که توسط برنامه‌های کامپیوتری یا کاربران کامپیوتر برای بازیافتن ، وارد کردن و حذف کردن به هنگام درآوردن در یک پایگاه داده استفاده می‌شود.
در حال حاضر محبوب ترینdml هست که برای بازیافتن داده‌ها دست کاری داده‌ها در یک پایگاه داده رابطی استفاده می‌شود.
نمونه‌های دیگرdml که استفاده می‌شود عبارت‌اند ازims/dl,CODASYL داده‌ها (such az idms)و غیره.
در ابتدا dml فقط در برنامه‌های کامپیوتری استفاده می‌شد اما الآن توسط مردم هم استفاده می‌شود.
دستورها dml توانایی انجام عملیات بر روی داده‌ها را دارد برخی از مهمترین دستورها dml مربوط به sql عبارت‌انداز“select”، ”insert”، ”update”، ”delete” این دستوران مبنای اصلی بخش عملیاتی SQL را در پایگاه داده‌ها تشکیل می‌دهند.
گرایش dml به داشتن تعداد مختلفی از پارامترها و توانایی عملکرد آن‌ها در sql LAI,N HSJ.
یک استانداردبه نامansi که برایsqlاستفاده شدهموجود است. اما ارائه کنندگان ابزارهای پایگاه دادهااز استاندارد پیشی گرفته‌اند.
Dml به‌طور کلی دو نوع است:روندی و اخباری